# Lauterschule
Die ehemalige Lauterschule war bis zum Schuljahr 2007/08 das Haus 1 der Jena-Plan Schule in Suhl. Das denkmalgeschützte  Gebäude ist das älteste, noch existierende Schulhaus in der Stadt. Es wurde um 1907–1909 wegen der Überfüllung der anderen Schulen gebaut. Seit dem Schuljahr 2005/2006 war die Lauterschule wegen Sanierung geschlossen. Es folgten jedoch keine Sanierungsarbeiten. Alle Unter-, Mittel- und Obergruppen sowie der 10. Jahrgang der Jenaplan-Schule zogen in die Rennsteigstraße 4 in Suhl-Nord.

## Geschichte
Im März 1905 bat der Magistrat der Stadt Suhl den Waffenfabrikanten Louis Schlegelmilch aus Spandau – jedoch in Suhl geboren – um den Verkauf des Grund und Bodens am Hügel im Stadtteil „In der Lauter“ zum Bau einer Schule. Im Oktober schenkte Schlegelmilch den Baugrund der Stadt Suhl und im November wurde auf der Stadtverordnetenversammlung der Bau der Schule beschlossen. 1906 schrieb die Stadt einen Architekturwettbewerb für die Planung der Lauterschule aus, dies geschah erstmals für ein öffentliches Gebäude in Suhl. Den Ersten Preis in Höhe von 500 Mark (umgerechnet etwa 3.700 Euro) erhielt der Architekt Rudolf Ludloff aus München. Im folgenden Jahr kam es zu Auseinandersetzung zwischen ihm und der Stadt wegen der unerwartet hohen Baukosten. Im August 1907 wurden die Handwerksarbeiten ausgeschrieben, es wurden vorrangig ortsansässige Handwerker ausgewählt. Die Bauarbeiten erstreckten sich von September 1907 bis September 1909 und kosteten 171.000 Mark (umgerechnet etwa 1.222.000 Euro). Die feierliche Einweihung der Schule erfolgte am 2. Oktober 1909 durch den Magistrat der Stadt Suhl.
Das zweigeschossige Schulgebäude ist ein unterkellerter Massivbau in Formen des Jugendstils mit einem ausgebauten Dachgeschoss. Das denkmalgeschützte Gebäude wurde 2013 zum Verkauf ausgeschrieben.